# Klíšť lužní

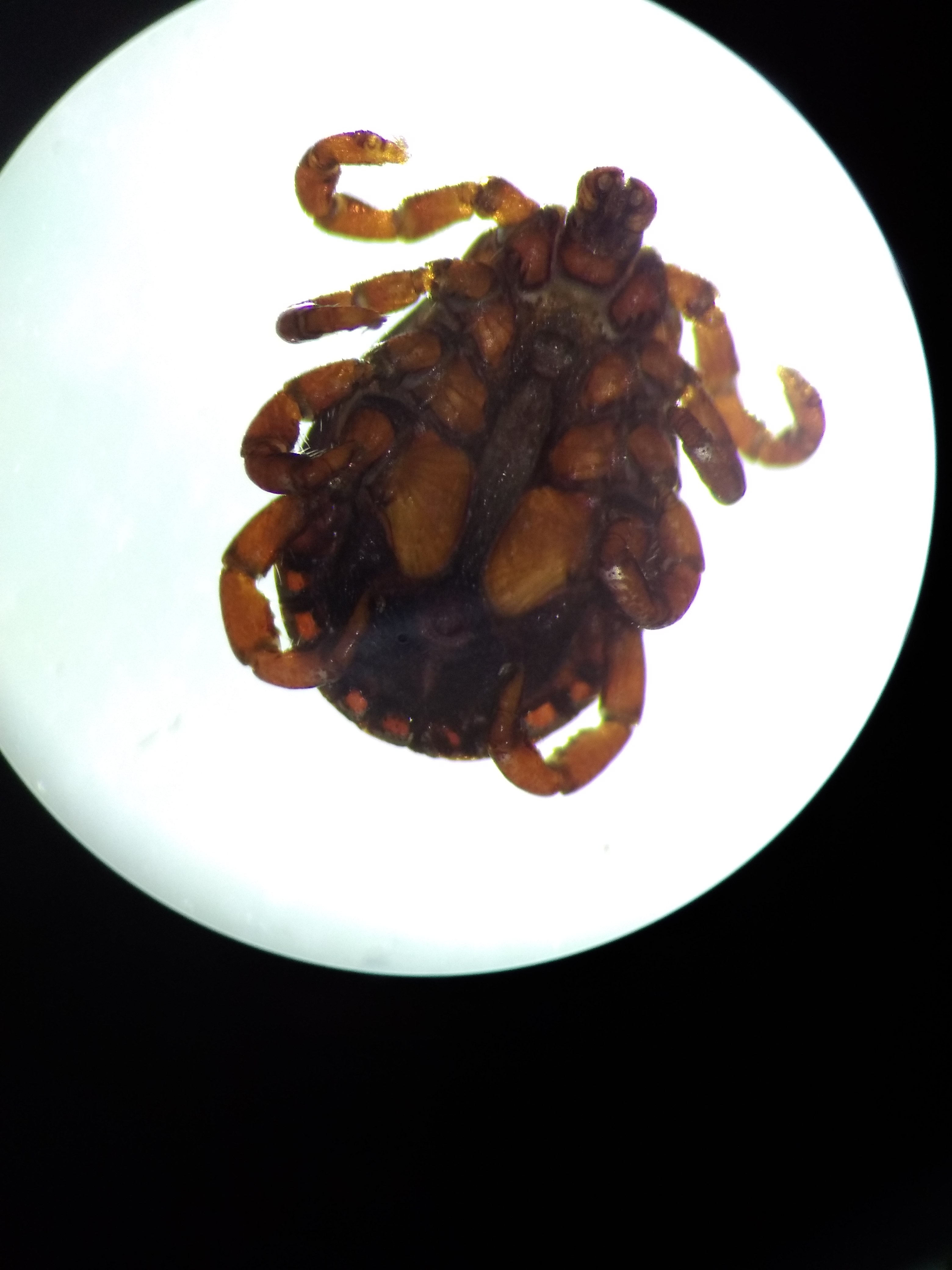
Břišní strana klíště lužního

Klíšť lužní (Haemaphysalis concinna) je roztoč patřící do čeledi klíšťatovití (Ixodidae).

## Popis
Samičky dosahují velikosti 3–4 milimetry, ale po nasátí krví mohou objem zvětšit až na velikost 10 mm. Samečci mají velikost okolo tří milimetrů a krev nesají. Nevyvinuté nymfy jsou menší než 2 mm. Tento druh nemá vyvinuté oči. Tělo kryje hřbetní štítek (scutum), u samiček sahá zhruba do poloviny těla (umožňuje zvětšení při nasátí krve), u samců zakrývá celé tělo. Zbarvení je obvykle tmavě hnědé s tmavým skvrněním až kresbou, dobře patrnou zvláště u samců. Zadeček samic má výrazný lem a v zadní části příčné rýhy; ty jsou u samců výraznější. Tělo je jako u všech klíšťatovitých oválné a výrazně zploštělé a skládá se z hlavové části (gnathosoma) a vlastního těla (idiosoma). Hlavovou část tvoří především dopředu směřujícím hypostom, chelicery a makadla. Hypostom je pokrytý četnými nazpět směřujícími háčky sloužícími k průniku kůží a následné fixaci. Dospělci a nymfy mají čtyři páry končetin, larvy mají pouze tři páry. Na chodidlech předních nohou se nachází tzv. Hallerův orgán umožňující detekci CO2 – klíšť díky němu dokáže vyhledat hostitele.

## Výskyt
Palearktický druh, pochází z Ruska a východní Evropy. Žije také ve východní Asii (Čína, Japonsko) a v Evropě (Německo, Francie). V České republice nehojný druh, výskytem je vázán zejména na jih Moravy.
Obývá hlavně keřové pásmo vlhčích nížinatých lesů (podrost lužních lesů), nížinné louky, břehové porosty i okraje lesostepí.

## Vývoj
Dospělci se páří na hostiteli, většinou koncem dubna. Samička klade vejce do prostředí na zem. Klíšť při vývoji prochází čtyřmi stadii – vajíčko, larva, nymfa, dospělec. Jedinec se v každém vývojovém stadiu kromě vajíčka musí nasát na hostiteli, aby dokončil vývoj. Nejvíce dospělců se vyskytuje v jarních měsících (duben až květen) a v srpnu. Za příznivých okolností trvá vývoj klíště jeden až dva roky.. Živí se krví, kterou saje typicky na hlodavcích a jiných drobných obratlovcích. Klíšť je přenašečem řady infekčních chorob.

## Způsob života
Larvy a nymfy sají na malých savcích, jako jsou např. hlodavci nebo ježci, mohou se však přisát i na větší obratlovce. Dospělci preferují větší savce včetně kopytníků, na člověka se přisají vzácně. Klíšti čekají na hostitele na vegetaci; dokáží dlouho přežít bez potravy.

## Přenášená onemocnění
Nejčastěji přenášeným patogenem je bakterie Francisella tularensis, která způsobuje onemocnění tularémii, dále bakterie rodu Ricketsia, a to Rickettsia sibirica způsobující sibiřský tyfus a Rickettsia heilongjiangensis. Klíšť lužní může přenášet také virus klíšťové meningocefalitidy (RSSE) a také klíšťovou encefalitidu (TBE).